# رودخانه اویات
اوات (روسی: Оять) رودخانه ای در منطقه بابا ایفسکی منطقه وولوگدا و بخش های پودپوروژسکی و لودینوپولکی منطقه لنینگراد روسیه است که یکی از بزرگترین شاخه های چپ رودخانه سویر (حوضه دریاچه لادوگا) است. طول اویات 266 کیلومتر (165 مایل) ، و مساحت حوضه زهکشی آن 5،220 کیلومتر مربع (2،020 متر مربع) است. [1]
منبع اویت دریاچه چایموزرو در قسمت غربی منطقه بابا ایفسکی است. اوات به شمال غربی جریان دارد و وارد استان لنینگراد می شود. در روستای شاندو ویچ به شمال تبدیل می شود. بالادست منتخب Vinnitsy بالادست Tuksha را از سمت راست می پذیرد و به شدت به سمت جنوب غربی می چرخد. وارد منطقه Lodeynopolsky می شود و در Selo Alekhovshchina به شمال غربی می چرخد. دهان اویات در سلو دوموزیلووا واقع شده است. بخش اعظم دره اویات در منطقه لنینگراد پرجمعیت است.
حوضه زهکشی اویات شامل بخش جنوبی قسمتهای مناطق Podporozhsky و Lodeynopolsky ، مناطقی در غرب ویتگورسکی و Babayevsky ولسوالی Vologda ، و همچنین مناطق جزئی در شمال منطقه Tikhvinsky منطقه لنگرود است. دریاچه های زیادی در حوضه اوات وجود دارد که بزرگترین آنها دریاچه ساووزرو است.